# České dráhy

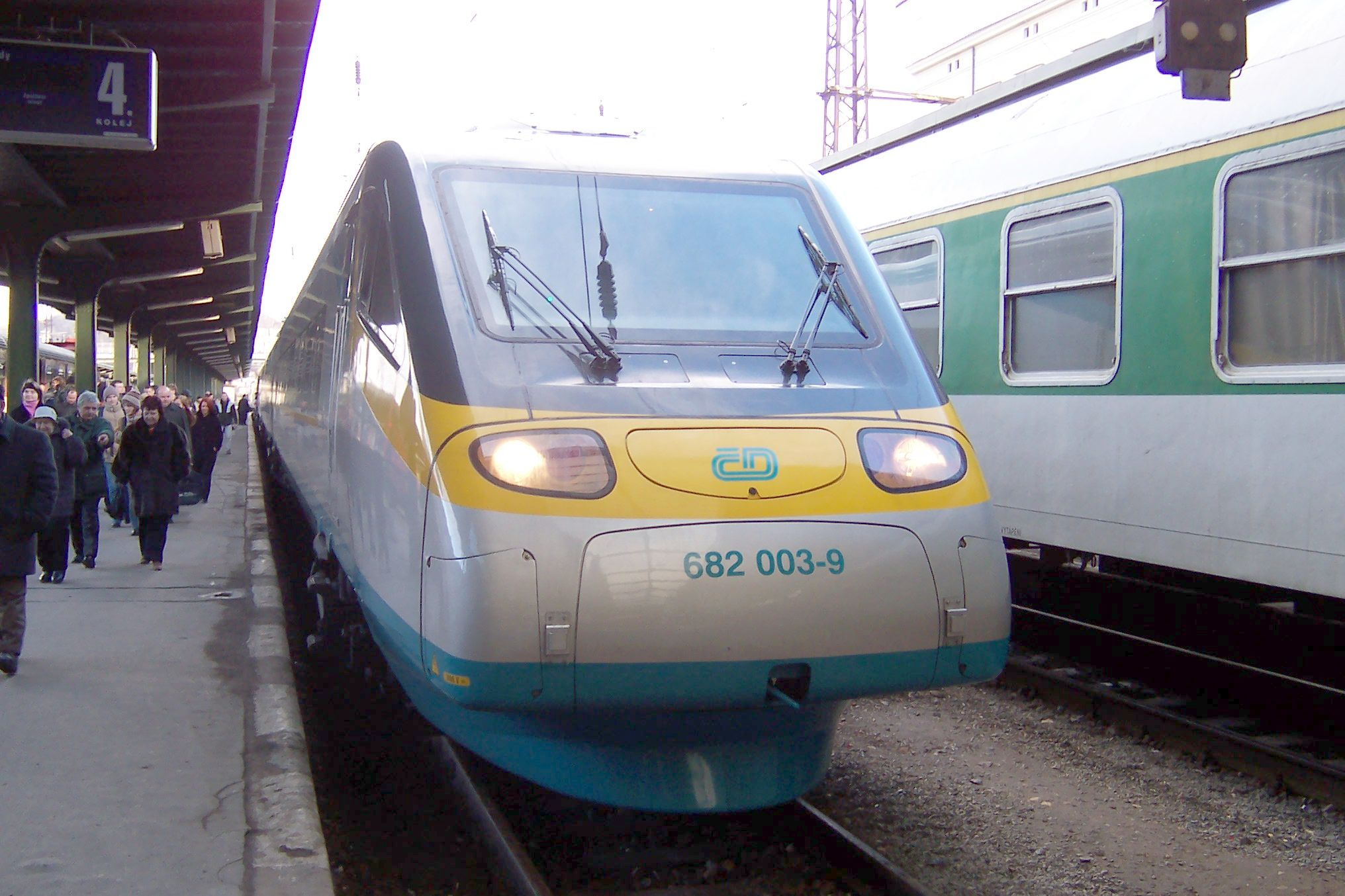
Pendolino w Pradze

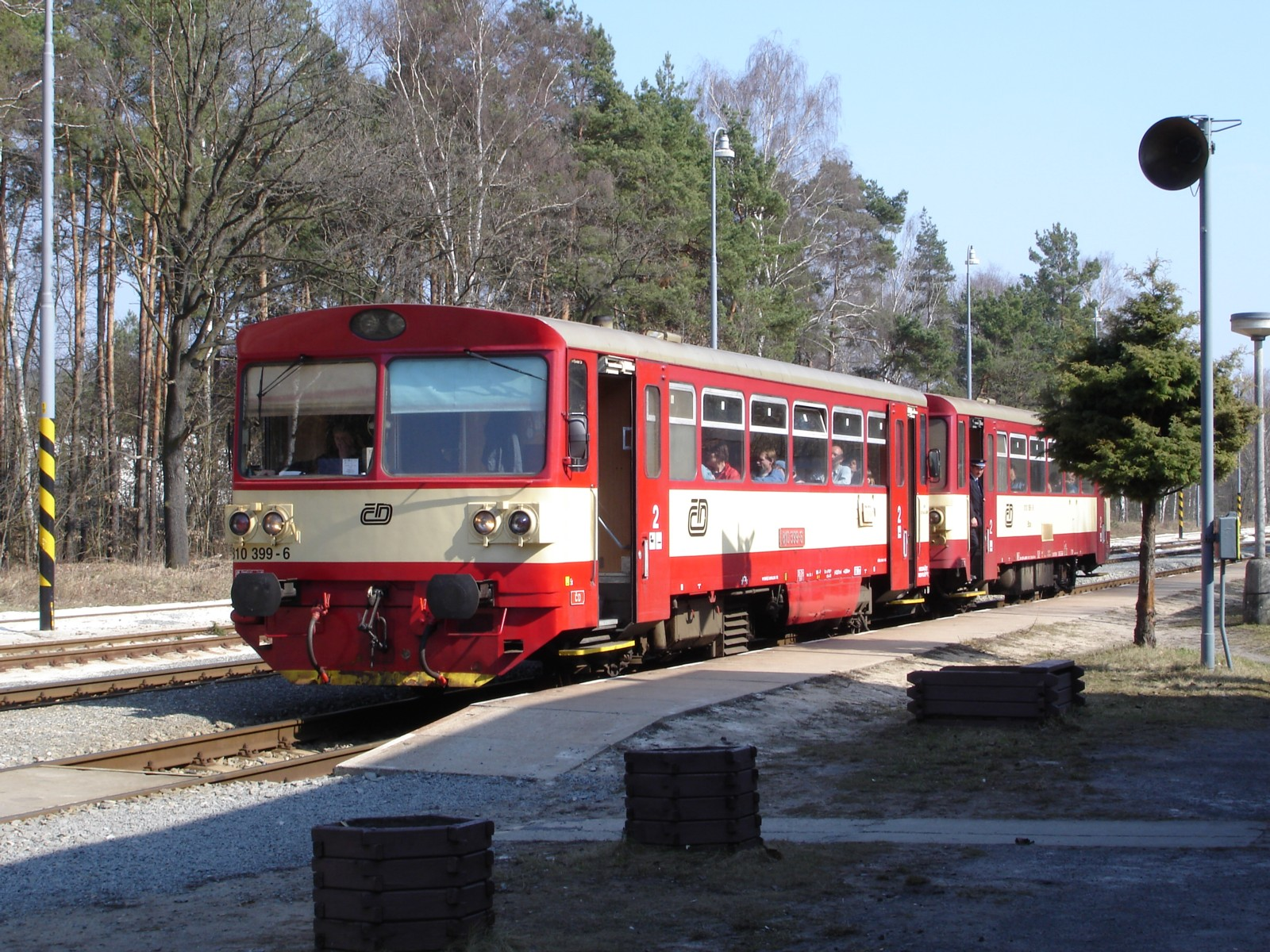
Spalinowy wagon silnikowy serii 810

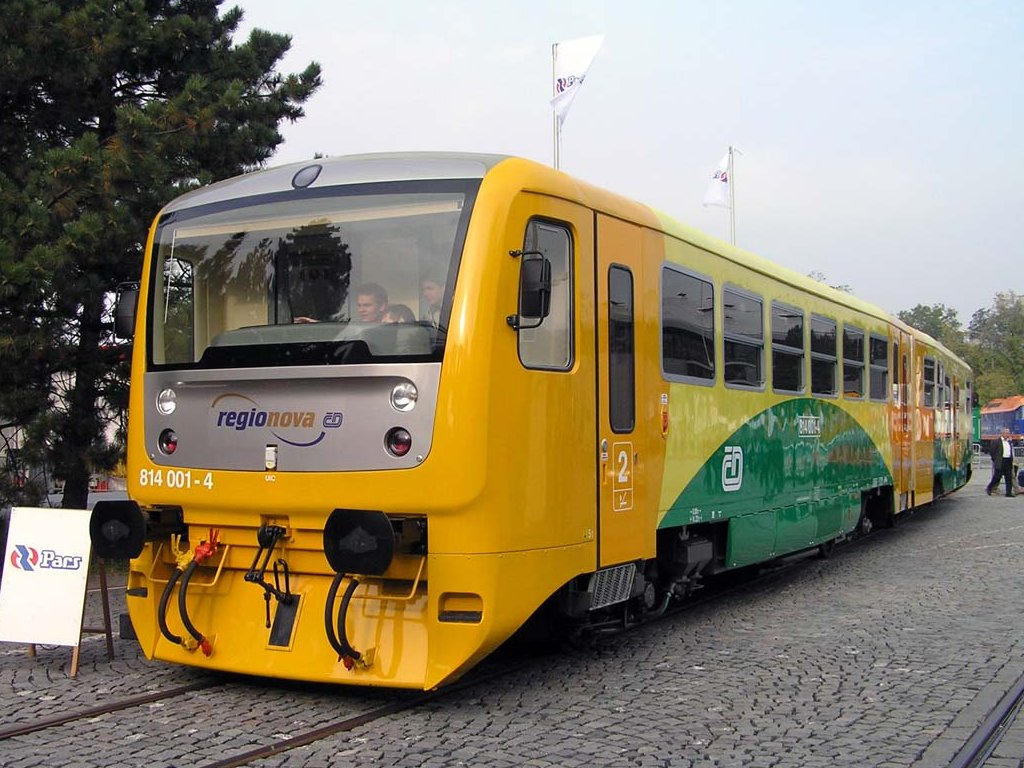
Zmodernizowany wagon silnikowy serii 814 do ruchu podmiejskiego

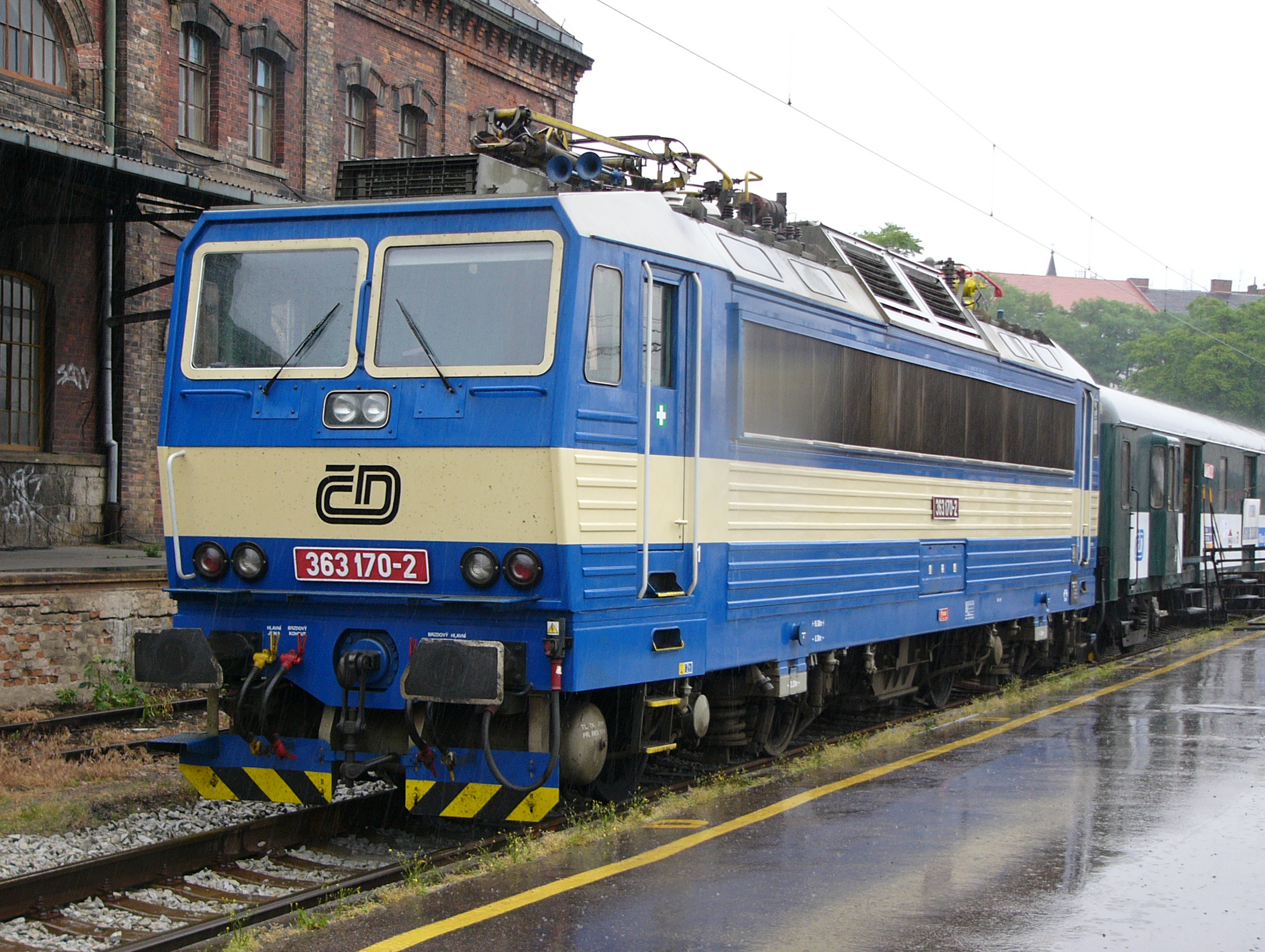
Dwusystemowa lokomotywa elektryczna serii 363

České dráhy, ČD (pol. „Koleje Czeskie”) – największy przewoźnik kolejowy w Czechach, prowadzący przewozy pasażerskie i do 1 grudnia 2007 także towarowe. W latach 90. XX wieku borykał się ze zmniejszoną liczbą przewożonych pasażerów i towarów, związaną m.in. ze złym stanem infrastruktury i taboru. W ostatnich latach stan trakcji poprawił się m.in. dzięki budowie systemu „korytarzy”. Są to zmodernizowane linie kolejowe o prędkości maksymalnej 160 km/h. W ramach projektu „korytarzy” w ciągu zmodernizowanych linii budowane są także nowe obwodnice, wiadukty i tunele.
W ramach modernizacji taboru zakupiono 7 jednostek Pendolino produkcji włoskiej, których maksymalną prędkość określono na 230 km/h. Kursują one na trasie Praga – Ostrawa z prędkością maksymalną 160 km/h. Od rozkładu na rok 2011/2012 zostały wycofane z obsługi tras międzynarodowych.
Modernizuje się także starsze wagony spalinowe serii 810 i 010 do typu 814 + 914, co zwiększy komfort podróżowania i płynność komunikacji. Modernizacje wykonuje koncern Skoda. Wiele linii jest także elektryfikowanych. Niektórym liniom regionalnym grozi likwidacja, część zostanie wydzierżawiona przewoźnikom prywatnym. Niektóre linie obsługuje prywatna firma GW Train Regio.
Na terenie Czech występują dwa systemy elektryfikacji – prądem stałym o napięciu 3 kV w północnej części i prądem przemiennym o napięciu 25 kV i częstotliwości 50 Hz w południowej części kraju. Eksploatowane są zarówno lokomotywy jedno- jak i dwusystemowe.
Narodowy przewoźnik posiada konkurencję na trasie z Pragi do Ostrawy. Na niej pociągi dalekobieżne obsługują również prywatni przewoźnicy RegioJet oraz Leo Express.
- 1993 – założenie przedsiębiorstwa České dráhy po rozpadzie Czechosłowacji
- 2003 – przekształcenie ČD w spółkę akcyjną